# Jane (ソフトウェア)
Jane（ジェーン）は、Microsoft Windowsで動作する2ちゃんねるブラウザである。2ちゃんねる改名後の5ちゃんねるに対応していたJane Styleなど、派生作についても記述する。

## 概要
Janeは2001年に公開され、翌年にOpenJaneへ展開、その後の約10年間で約222万回（2012年4月）ダウンロードされたユーザー数の多い2ちゃんねるブラウザである。Delphi製のネイティブアプリケーションであり、Windows 95のような古いパソコンにも対応していた。開発者にも人気で、Jane ViewやJane Style、Jane Xenoなどの多くの派生版が作られた。Janeとその派生版は描画エンジンによって、2つの系統に分けることが出来る。1つは描画エンジンにInternet ExplorerのTridentを用いる「IE版」であり、もう1つは独自の描画エンジンを用いる「Doe版」（ドゥー）である。IE版の特徴はスキンのカスタマイズによる拡張性であり、Doe版の特徴は安定性と高速性である。後発の派生版では軽量データベースライブラリSQLiteを用いた高速マージ機能や、正規表現ライブラリの鬼車や鬼雲を用いた高速な正規検索機能、OpenSSLによるSSL通信機能などが使用可能になっている。

## 開発とコミュニケーション
Janeのソフトウェア開発工程は当初からアジャイル型であった。2ちゃんねるのソフトウェア板で開発者と利用者が対話を行い、成果物を出し合い、新規の開発者が飛び入りで参加して更に開発が進むという好循環があったようである。
新規参入の増加に対応して、開発者や利用者がテンプレや用語集を自発的に整備して、効率的なコミュニケーションを心がけた。最初のFAQ集「Jane FAQ」は、利用者のFAQ.Gxzsが2002年4月頃に開設したと言われている。「Jane＋」は2003年ごろ「おさ」が開設したようである。Janeのコミュニティはユーザーエンゲージメントが高く、熱狂的な利用者が開発者になる場合もあった。例えばJane＋のおさは2004年にOpen Janeの開発に加わった。またスキンと呼ばれるデザイン部品が流通しており、「しぃファン」のようにデザインの分野で活躍した開発者も居た。

## 歴史

### Jane
Jane（IE版）の名前の由来は2ちゃんねる用語の「 （・∀・)ｼﾞｻｸｼﾞｴｰﾝ（自作自演）」であり、Jane Doe（独自版）の由来は英語で姓名不詳の女性を意味する「Jane Doe」を、2ちゃんねるの特徴である「名無し」に掛けたとする説が昔からある。Janeの初代開発者はTwiddleで、「test」や「630」「457」などの匿名の開発者が派生版を作り、「サ骨」や「521」などの協力を得てOpen Janeの基礎を固めて行ったようである。
Jane(Jane2ch)2001年12月に通信系のプログラマーである「Twiddle」が発表した初代のJane。
Jane_test「test」が作った派生版。マウスジェスチャーや外部コマンドなどの補助機能を追加した。
JaneSyrup（ジェーン・シロップ）「630」が作った派生版。アイコンやツールバーを改良し、簡素なUIだった「Jane」を他の2ちゃんねるブラウザのようにカラフルなUIにした。名前の由来は2ちゃんねる用ブラウザの「MapleSyrup」（メイプル・シロップ）のようである。
JaneSyrup_test「457」が作った派生版。「JaneSyrup」のアップデートと機能拡張を行い、「Jane_test」の機能も取り入れたようである。初期のJaneの派生版の中では最も人気が高かったと言う。

### Open Jane
2002年5月、匿名のファンによってSourceForge.JPにOpenJaneのコミュニティが立てられた。7月には「457」の他に「test」も参加し、8月に最初のOpenJaneを公開した。10月にはOpenJaneDoeも公開し、2年後の2004年8月までにOpenJaneのアップデートを25回、OpenJaneDoeを22回行った。ここで一旦開発の終了を検討したが、他の派生版の開発者などが引き継いだため、開発は継続されることになった。その後開発に参加した「184」は2005年頃、「EUCログを検索できないバグ、したらば過去ログ対応、jconvert」などの修正作業を行っていたようである。また「要望がある機能に対する私論」も考えていたらしい。しかし2004年8月以降のアップデートはOpenJaneの３回だけで、2006年6月で事実上開発は停止している。

### 派生版の歴史
「J典」が列挙している派生版は、2003年が15件、2004年が22件（うち開発終了が4件）、2012年が28件（うち開発終了が15件）である。

## 沿革
- 2001年12月 - Twiddleが「Jane」を発表[4]
- 2002年2月 - testが「Jane_test」を発表[4]
- 2002年4月 - 630が「JaneSyrup」を発表・同月終了、FAQ.Gxzsが「Jane FAQ」を開設[4]、475が「JaneSyrup_test」を発表[22]
- 2002年5月 - SourceForge.JPに「OpenJane」を開設[22]
- 2002年6月 - 「Jane」と「Jane_test」が終了[4][22]
- 2002年8月 - 「OpenJane」（0.1.0.1）を発表[14]
- 2002年10月 -「OpenJaneDoe」（0.1.4.0）を発表[14]
- 2002年10月 - 「Jane View」を発表[注釈 1]
- 2003年10月 - 「Jane Nida」を発表[23]
- 2003年?月 - 「OpenJane nono」がデータベースライブラリ「SQLite」に対応[24]
- 2004年8月 - 「OpenJane」の開発継続を決定[6]
- 2004年11月 - 「Jane Style」を発表[25]
- 2006年5月 - 2ちゃんねるの仕様変更（Cookie設定）[26]
- 2006年6月 - 「OpenJane」の事実上の最終版を発表[14]
- 2008年5月 - TGIFImageの脆弱性が発覚[27]
- 2009年10月 - 「Jane View」が正規表現ライブラリ「鬼車」に対応
- 2009年10月 - 「Jane Xeno」を発表[28]
- 2011年3月 - 2ちゃんねるの仕様変更（忍法帖）
- 2012年2月 - 「Jane View」がSSL通信に対応
- 2015年3月 - 2ちゃんねるのAPI導入により2ch.netで利用可能なブラウザがJane Styleのみとなる[29]
- 2017年11月 - Jane Styleが5ch.netに対応
- 2023年7月10日 - Jane StyleがVer5.00で5ちゃんねるのサポートを終了し、別の匿名掲示板Talk専用となった[30][31]。
- 2023年7月15日 - Jane Xenoが8年ぶりのメジャーアップデート。5ちゃんねるの旧API復活に伴い再び使用可能となった。

## Janeの主な派生版
Janeには多数の派生版が存在する。ここでは現在主流の派生版を紹介する。
Jane Style
2023年7月に5ちゃんねるへの対応終了。現在はTalk専用ブラウザ。
山下遼太が作った派生版。2009年3月にはJaneから名前を取って「株式会社ジェーン」（大阪府大阪市、法人番号：2120001136135、）を設立した。なお山下はクローズドソースを選択した理由について、ユーザーが勝手にオートリロードの設定を変更して、2ちゃんねるのサーバーに負荷をかけて、２ちゃんねるから出入り禁止になるのを防ぐためと説明している。
Jane View：
他派生にも搭載されたビューア機能の源流。
軽快さと安定性の両立のほか、独自スクリプトによる機能拡張が可能。
JaneXeno（ジェーン・ゼノ）：
Unicodeに標準対応した派生版であり、「JaneNida」の後継版である。多言語の読み書きが可能で多国語版Windowsに対応し、実況向け機能もある。「Nida」は韓国や北朝鮮情勢の有料オンラインマガジン「コリア・ウォッチ」の発行人が、OpenJane View Doe(0905)をベースにNightlyBuildを取り込み、Unicode機能を強化して作成した。名称はハングル板の意見を参考に命名したらしい。Delphiは2008年までUnicodeに対応していなかったので、韓国語や簡体中国語の入力にriched20.dllをラップしたNida専用コンポーネントを使っていた。2006年8月ごろにTntWare Delphi Unicode ControlsのTTntMemoを使った新しいNidaを発表した。2009年10月に開発を終了し、Unicodeに正式対応したDelphi2009製の「JaneXeno」に移行した。
株式会社ジェーンが独占するAPI提供を受けず、長らく単体では5チャンネルへのアクセスが不可能であった（有志によるプロキシを経由する必要があった）。
Jane Styleが5ちゃんねるへの対応を終了、Talk専用になり、API独占が終了したことを受け、2023年7月15日に8年ぶりにアップデートをリリース。開発環境はDelphi 11に移行、Jane系では初となる64Bit版にも対応している。
※ 携帯電話用プロキシタイプの2ちゃんねるブラウザJaneMobileは、Janeを名乗っているが本シリーズとは全く関係はない。